# Pițigoi albastru african
Pițigoiul albastru african (Cyanistes teneriffae) este o specie de pasăre din familia pițigoilor Paridae. Se găsește în nordul Africii și în Insulele Canare. Habitatul său natural sunt pădurile temperate. Această specie și pițigoiul albastru eurasiatic erau considerate anterior conspecifice. Starea acestei specii nu a fost evaluată deoarece se observă că este comună pe insulele Tenerife și Gran Canaria. Specia a fost folosită în multe studii de cercetare datorită populațiilor sale insulare și relevanței pentru ipotezele evolutive.

## Galerie

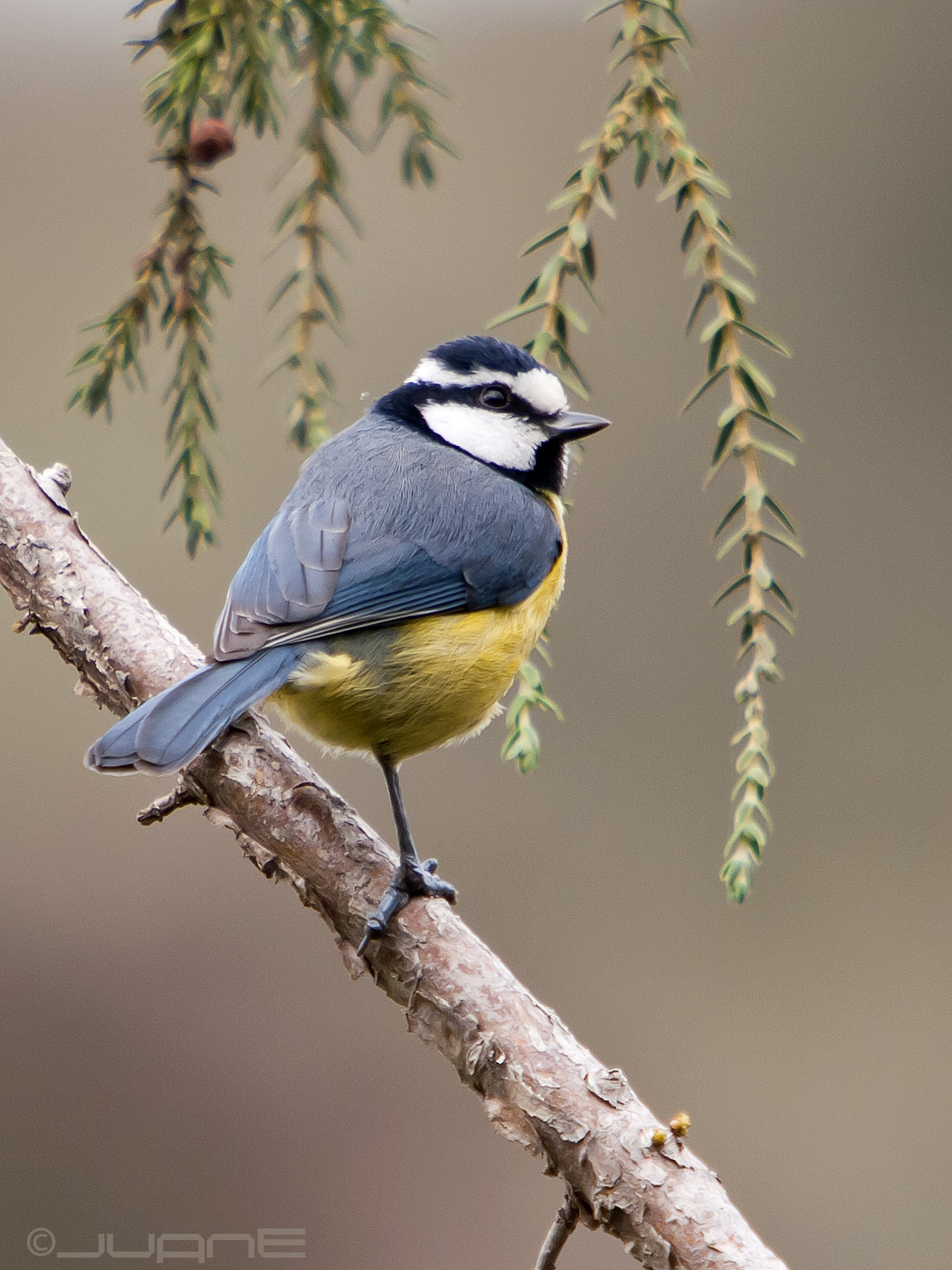
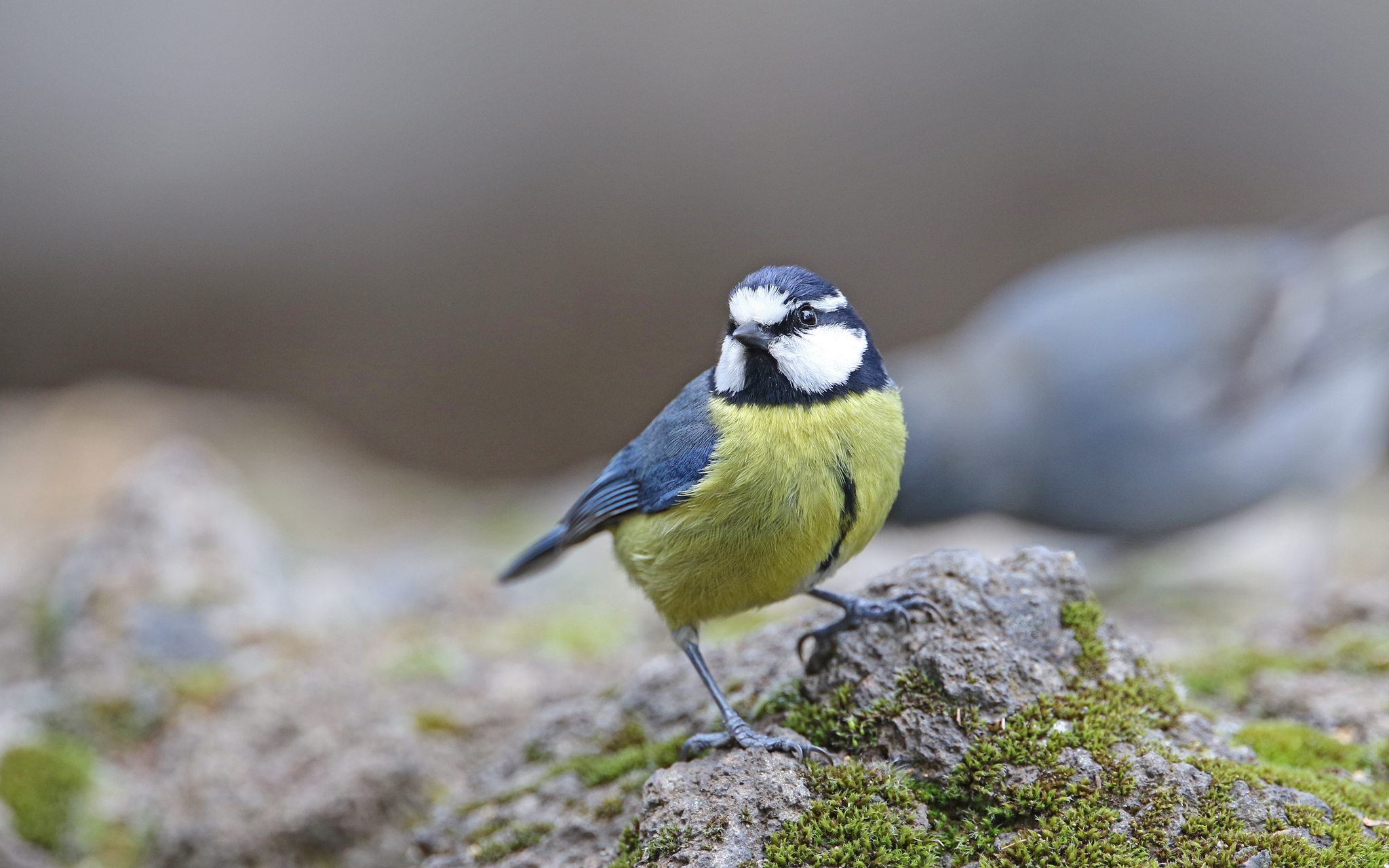
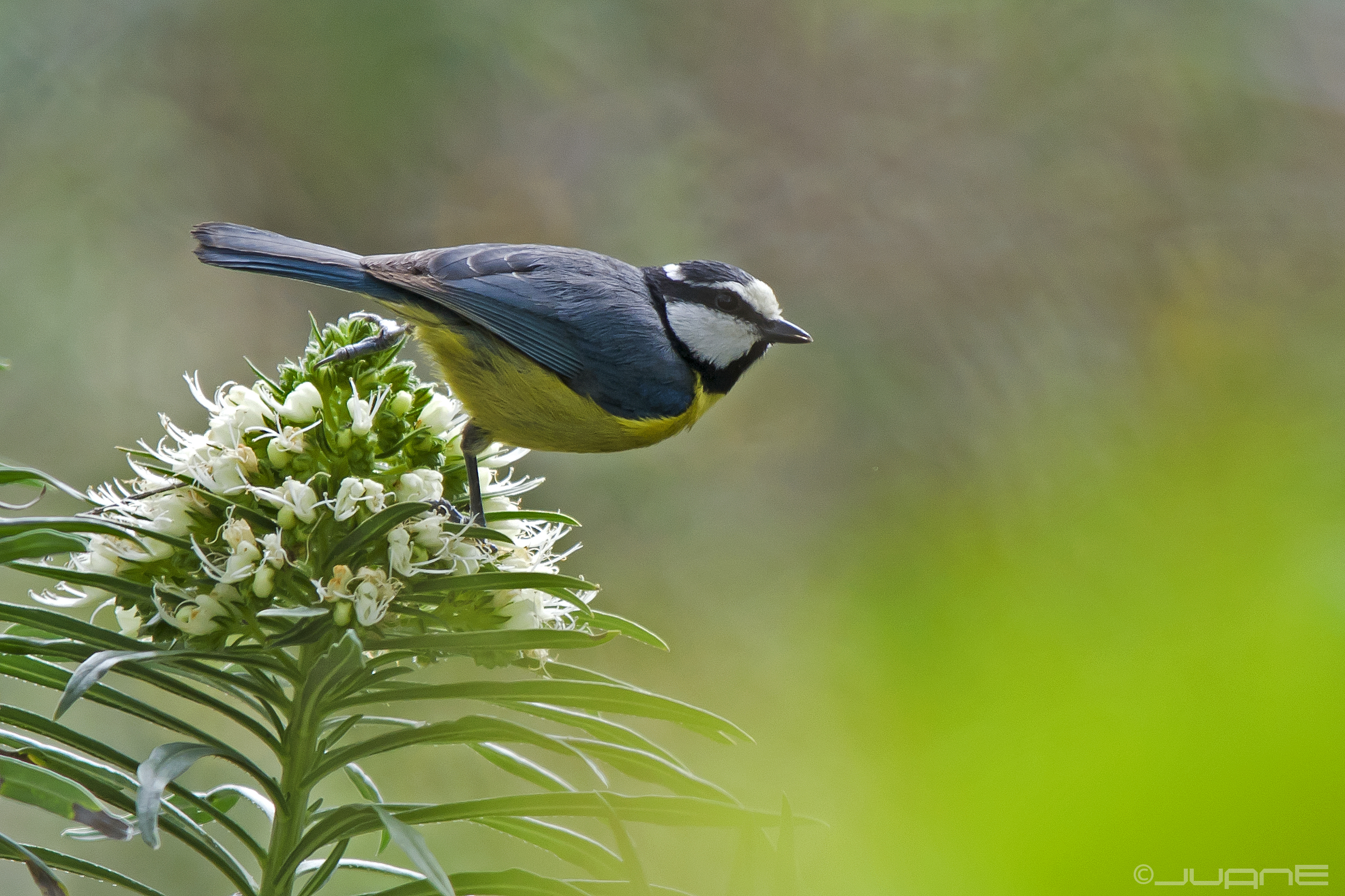